# 腐った教師の方程式
『腐った教師の方程式』（くさったきょうしのほうていしき）は、こだか和麻による日本のBL漫画作品、およびそれを原作としたOVA。OVAは、1995年11月24日に大映より発売。全2巻。
男子高校生の有沢敦と高校教師の柴田雅美の恋愛を、有沢敦が高校に入学してからの3年間を舞台に描かれている。タイトルは、『3年B組金八先生』のサブタイトル「腐ったミカンの方程式」より。
本編終了後、晃司と由里子の子・稲垣巡と萩原透の甥・萩原奏をメインにしたスピンオフ作品『恋愛方程式』が連載された（全3巻）。

## あらすじ
有沢敦は、幼い頃の近所のお兄さんであり、初恋の相手でもある「まーちゃん」を追って城ヶ岡高校に入学する。しかしそこで保健室の主として君臨していたのは思い出の中の優しい「まーちゃん」ではなく、同じ名前の柄の悪い教師だった。

## 登場人物
有沢敦（ありさわ あつし）
声 - 檜山修之
主人公。城ヶ岡高校の生徒。初恋の相手はまさみだが、次第に雅美（まさよし）に惹かれていく。押しと妄想力が逞しく、雅美（まさよし）に惚れた後は猛アタックを続け、何度も振られようとも諦めずについに交際に至る。順調に背が伸び続け、3年生の身体測定では雅美（まさよし）以上の長身に。高校卒業後、教育学部に進学し教師を目指している。
柴田雅美（しばた まさよし）
声 - 井上和彦
まさみの弟で、城ヶ岡高校の養護教諭であり、1年次の有沢の担任。母親はノルウェーのハーフ、父親は日本人。金髪を黒く染めていたが、物語後半では染めていない。ニューハーフクラブ・ラッシュのオーナーでもある。有沢から猛アタックを受け、当初は男同士であることや教師と生徒の関係であることから突っぱねていたが、後に折れるような形で受け入れて交際を始めた。
稲垣晃司（いながき こうじ）
声 - 岩田光央
有沢の幼馴染。関西弁で話す。卓球からバスケまで、スポーツは何でも軽々とこなしてしまうずば抜けた運動神経の持ち主。小学生の時に有沢にプロポーズをしている。中学は別々だったが、有沢への想いは健在。高校卒業に由里子と結婚する。姉は晃子。
柴田まさみ（しばた まさみ）
声 - 難波圭一
雅美（まさよし）の兄。城ヶ岡高校の前任の養護教諭。現職は絵本作家。当初に有沢が追いかけていた「まーちゃん」その人。萩原と交際している。愛車はアウディ、ハンドルを握るとスピード狂と化す。
萩原透（はぎわら とおる）
声 - 堀秀行
城ヶ岡高校の数学担当教師。雅美（まさよし）の高校時代の同級生で、まさみの後輩。高校時代にまさみに惚れ、現在も交際中。弟は恭平。
早瀬淳一（はやせ じゅんいち）
声 - 松本保典
由里子の兄。城ヶ岡高校バスケット部主将。稲垣をバスケット部に勧誘しようとしては毎回失敗している。
早瀬由理子（はやせ ゆりこ）
声 - 岡本麻弥
淳一の妹。有沢と稲垣の友人で同学年の女子。バスケット部マネージャー。高校卒業後に稲垣と結婚し、子どもをもうける。

## スタッフ
- 原作 - こだか和麻（青磁ビブロス刊）
- 監督 - 島崎奈々子
- 脚本 - あまのひろみ
- キャラクターデザイン - オグロアキラ
- 作画監督 - 中山由美
- カラーデザイン - 田辺小百合
- 美術監督 - 田崎万理子（1話）、廣瀬義憲（2話）
- 撮影監督 - 小室正一（1話）、安津畑隆（2話）、中條豊光（2話）
- 音楽 - 山本はるきち
- 音響監督 - 藤山房伸
- プロデューサー - 福田勝、川崎とも子
- アニメーション制作 - J.C.STAFF
- 製作・著作 - 大映

## 商品情報

### 単行本
出版は青磁ビブロス。
- 腐った教師の方程式（1993年12月発売、ISBN 4-88271-211-3）
- 腐った教師の方程式2（1995年2月発売、ISBN 4-88271-301-2）
- 腐った教師の方程式3（1995年11月発売、ISBN 4-88271-364-0）
- 腐った教師の方程式4（1996年10月発売、ISBN 4-88271-560-0）
- 腐った教師の方程式5（1998年7月発売、ISBN 4-88271-812-X）
- 腐った教師の方程式6（1999年4月発売、ISBN 4-88271-957-6）
- 腐った教師の方程式7（1999年10月発売、ISBN 4-88271-907-X）
- 腐った教師の方程式8（2001年6月発売、ISBN 4-8352-1200-2）
- 腐った教師の方程式9（2001年11月発売、ISBN 4-8352-1278-9）
- 腐った教師の方程式10（2002年6月発売、ISBN 4-8352-1345-9）

### 文庫版
発行はメディエイション。発売は飛鳥新社。
- 腐った教師の方程式1（2006年9月発売、ISBN 4-87031-749-4）
- 腐った教師の方程式2（2006年9月発売、ISBN 4-87031-750-8）
- 腐った教師の方程式3（2006年10月発売、ISBN 4-87031-751-6）
- 腐った教師の方程式4（2006年11月発売、ISBN 4-87031-752-4）
- 腐った教師の方程式5（2006年12月発売、ISBN 4-87031-753-2）

### 音楽CD
- 腐った教師の方程式 オリジナル・サウンドトラック（徳間ジャパンコミュニケーションズ、1994年11月25日発売）TKCA-70533

### ドラマCD
- 腐った教師の方程式（1994年1月1日発売）M-013
- 腐った教師の方程式2（1996年12月1日発売）M-023
- 腐った教師の方程式3（1998年3月1日発売）M-026
- 腐った教師の方程式（復活盤 1998年4月25日発売）MACA-2002
- 腐った教師の方程式2（復活盤 1998年11月25日発売）MACA-2003
- 腐った教師の方程式3（復活盤 1999年8月25日発売）MACA-2010
- 腐った教師の方程式〜君は僕の宝物〜（2002年8月23日発売）MMCC-3026
- 腐った教師の方程式〜夢もよう恋もよう〜（2002年9月26日発売）MMCC-3027

### VHS
- 腐った教師の方程式（1995年11月24日発売、30分）DDS-0006
- 腐った教師の方程式2（1995年11月24日発売、30分）DDS-0008

### DVD
- 腐った教師の方程式（ピンクパイナップル、2009年6月26日発売）JDXA-56627
- 腐った教師の方程式2（ピンクパイナップル、2009年6月26日発売）JDXA-56628